# Launde
 (octobre 2023).
Launde est une paroisse civile anglaise du district de Harborough, dans le Leicestershire, à la frontière du Rutland. Sur le territoire de la paroisse se trouve l'abbaye de Launde (en). Elle donne son nom à une circonscription électorale du Leicestershire qui s'étend de Scraptoft, Thurnby et Stoughton, près de Leicester, jusqu'à la frontière avec le Rutland. La population de la paroisse civile est incluse dans la paroisse civile de Loddington.
Launde Park se trouve dans la vallée de la rivière Chater (en) ; la maison élisabéthaine inclut les vestiges de l'ancien prieuré et est un bâtiment en forme de E à deux étages. La chapelle privée date de la période perpendiculaire et contient de beaux vitraux. Il y a de nombreux monuments commémoratifs de la famille Simpson, qui a acheté Launde en 1763 et a agrandi la maison et aménagé les plantations. Le domaine a ensuite appartenu à la famille Dawson
Launde Woods (en) est une réserve naturelle gérée par le Leicestershire and Rutland Wildlife Trust (en) ; une partie en est Launde Big Wood (en), qui est un site d'intérêt scientifique particulier.